# تام هیگن
توماس هیگن شخصیتی خیالی در رمان‌های ماریو پوزو ، پدرخوانده و فرانسیس فورد کاپولا، پدرخوانده (۱۹۷۲) و پدرخوانده قسمت دوم (۱۹۷۴) در سال ۱۹۶۹ است. نقش او توسط رابرت دووال در فیلم‌ها به تصویر کشیده شده‌است.

## نمای کلی شخصیت
هیگن بهترین فرزند پسر دن ویتو کورلئونه است. او یک وکیل واجد شرایط است، او به عنوان مغز متفکر و مشاور (در گویش سیسیلی : کانسیلیری)در خانواده عمل می‌کند. این رمان و فیلم نخست نشان می‌دهد که او از نژاد آلمانی - ایرلندی است.
سانی کورلئونه با تام ۱۱ ساله که پس از فرار از یتیم خانه در خیابان زندگی می‌کرد، دوست می‌شود. پدر تام یک الکلی بوده و مادر او از بیماری فوت میکند و تام نیز در کودکی از یک بیماری چشمی رنج میبرد سانی او را در خیابان و در شرف کور شدن پیدا میکند، تام وقتی سانی تام را به خانه آورد و خواستار رابطه برادری با وی شد، خانواده کورلئونه از وی به عنوان یکی از اعضای خانواده استقبال کردند. هیگن، دون ویتو کورلئونه را پدر واقعی خود می‌داند و همیشه خود را به او مدیون می داند، گرچه ویتو هرگز رسماً او را به فرزندی قبول نمی‌کرد اما معتقد است که این امر باعث بی‌احترامی به والدین درگذشته هیگن خواهد بود.
هیگن بعد از دانشکده حقوق برای کار در تجارت خانوادگی کورلئونه وارد می‌شود و تنها موکل او خانواده ی کورلئونه است.
هیگن خود را مانند آمریکایی‌های سیسیلی می‌داند و مانند فرهنگ و روان آنها صحبت و رفتار می‌کند. ظاهر وی در اروپای شمالی، اگرچه توجه پنج خانواده را منحرف می‌کند، اما مزیتی برای شغل وی است. وی بدون اینکه شاهدان بالقوه متوجه او شوند، می‌تواند در محافل غیر ایتالیایی به سفر و تجارت خانوادگی بپردازد.بقیه ی خانواده های مافیایی سیسیلی خانواده ی کورلئونه را را به دلیل ایرلندی بودن این مشاور(کانسیلیری) تحقیر میکنند و در محافل خود خانواده ی کورلئونه را خانواده ی ایرلندی می‌نامند.
در حالی که هیگن به همه افراد خانواده نزدیک است، او بیشتر از همه به سانی احترام می‌گذارد و خود را مقصر قتل سانی می‌داند. هنگامی که ویتو در سال ۱۹۵۴ نیمه بازنشسته می‌شود و پسر کوچکش مایکل کورلئونه جانشین وی به عنوان رئیس خانواده می‌شود، مایکل، هیگن را به عنوان نماینده خانواده در لاس وگاس منصوب می‌کند. 
در ابتدا سانی و سپس مایکل ادعا می‌کنند که هیگن «یک مشاور در زمان جنگ نیست»و به این علت در زمان قدرت گرفتن مایکل کورلئونه شغل او محدود به اداره مشاغل قانونی خانواده میشود.
او در زمانی که به دون ویتو کورلئونه تیراندازی میشود،توسط سالوزو معروف به ترک گروگان گرفته میشود و پس از اینکه سالوزو پیام خود و حمایت بقیه ی خانواده ها از تجارت مواد را به او میرساند آزاد میشود.
این رمان و نخستین نقش هیگن را در حال کمک به ویتو و مایکل کورلئونه در جنگ با دیگر خانواده‌های حاکم مافیای نیویورک به تصویر می‌کشد. گفته می‌شود که در پدرخوانده قسمت سوم، که در سالهای ۸۰–۱۹۷۹ تنظیم شده بود، چند سال قبل به روشی مشخص درگذشت. نقش او در داستان بین فیلم‌های دوم و سوم، از جمله مرگ او، در رمان‌های دنباله دار مارک وینگاردنر ، پدرخوانده بازمی‌گردد و انتقام پدرخوانده به تصویر کشیده شده‌است.